# Нвакалор, Сильвия
Сильвия Чинело Нвакалор (Sylvia Chinelo Nwakalor; род. 12 августа 1999, Лекко, область Ломбардия, Италия) — итальянская волейболистка, нападающая. Чемпионка Европы 2021.

## Биография
Сильвия Нвакалор родилась в Лекко в семье выходцев из Нигерии. Её волейбольная карьера началась в молодёжной команде из Ольджинате. Там же начала играть и сестра Сильвии — Линда Нвакалор (р. 2002, связующая, чемпионка мира среди молодёжных команд 2021; выступает за Перуджу).
В 2014 была принята в столичную команду «Воллейро Казаль-де-Пацци», в то время выступавшей в серии В2 чемпионата Италии. С 2017 на протяжении двух сезонов выступала за «Клуб Италия», являвшуюся базовой для юниорской сборной страны. С ней в 2018 дебютировала в серии А1 национального первенства. В 2019 перешла в команду «Иль Бизонте Фиренце» из Сан-Кашано. С 2023 играет в Японии.
В 2015—2016 Сильвия Нвакалор играла за юниорскую и молодёжную сборные Италии, а в 2018 впервые была включена в главную национальную команду страны, в составе которой стала серебряным призёром чемпионата мира. Год спустя выиграла «бронзу» чемпионата Европы, а в 2021 — «золото» континентального первенства.

### Клубная карьера
- ...—2014 —  «Ольджинате»;
- 2014—2017 —  «Воллейро Казаль-де-Пацци» (Рим);
- 2017—2019 —  «Клуб Италия» (Рим);
- 2019—2023 —  «Иль Бизонте Фиренце» (Сан-Кашано-ин-Валь-ди-Пеза);
- 2023—2025 —  «Торэй Эрроуз» (Оцу);
- с 2025 —  «НЭК Ред Рокетс» (Кавасаки).

## Достижения

### Со сборными Италии
- серебряный (2018) и бронзовый (2022) призёр чемпионатов мира.
- чемпионка Лиги наций 2022.
- чемпионка Европы 2021;
  - бронзовый призёр чемпионата Европы 2019.
- серебряный призёр Всемирной летней Универсиады 2019.
- бронзовый призёр Европейского юношеского Олимпийского фестиваля 2015.

### Индивидуальные
- 2015: лучшая диагональная нападающая Европейского юношеского Олимпийского фестиваля.